# Jefferson Airplane
Jefferson Airplane – amerykańska grupa rockowa powstała w 1965 i rozwiązana w 1973. Zespół był jedną z grup grających amerykańskiego psychodelicznego rocka, acid rocka i hipisowskiego folk rocka. Zespół ten powiązany był z amerykańskim ruchem hippisowskim.

## Muzyka i teksty
Muzyka grupy charakteryzowała się długimi gitarowymi riffami oraz czystymi wokalami, z których na czoło wysuwał się egzaltowany śpiew wokalistki.
Teksty grupy obracały się wokół anarcho-lewicowych i antywojennych ideologii popularnych pośród młodzieży amerykańskiej przełomu lat sześćdziesiątych i siedemdziesiątych. W swych tekstach zespół często nawiązywał także do przeżyć związanych z zażywaniem narkotyków i środków psychotropowych. Jeden z największych przebojów grupy White Rabbit, oparty na motywach opowieści Alicja w Krainie Czarów, w istocie dotyczył narkotycznego transu. Podobnym utworem jest jawny hymn na cześć marihuany Mexico, który został ocenzurowany i mimo wysokiej sprzedaży nie pokazywany był w oficjalnych rankingach popularności.

## Historia
Uważa się, że grupa powstała z inicjatywy Marty'ego Balina.
Na pierwszej płycie – Takes off obecny jest klasyczny skład: gitarzyści Paul Kantner i Jorma Kaukonen, basista Jack Casady, perkusista Skip Spence i Balin na wokalu. W dwóch utworach pojawia się głos amerykańskiej wokalistki Signe Toly Anderson.
W roku 1967 nagrano następną płytę Surrealistic Pillow (uznawaną za jeden z najważniejszych albumów lat 60.), do zespołu przyjęta została Grace Slick, która w szybkim czasie zdobyła olbrzymi rozgłos (po części również dzięki brawurowym występom na Woodstocku '69) i stała się wizytówką grupy.
Na początku lat 70. czołowi artyści tworzący grupę rozpoczęli swe kariery solowe, z czasem tracąc zainteresowanie wspólnym muzykowaniem. Doprowadziło to do rozpadu grupy. Na jej bazie powstały jednak dwie inne formacje – Hot Tuna i Jefferson Starship, który w późniejszych latach przeistoczył się w Starship. Grupa wystąpiła na obu słynnych festiwalach w Woodstock i Monterey.
W 1996 grupa została wprowadzona do Rock and Roll Hall of Fame.

## Członkowie
- Marty Balin – gitara, śpiew
- Paul Kantner – gitara, śpiew
- Jorma Kaukonen – gitara, śpiew

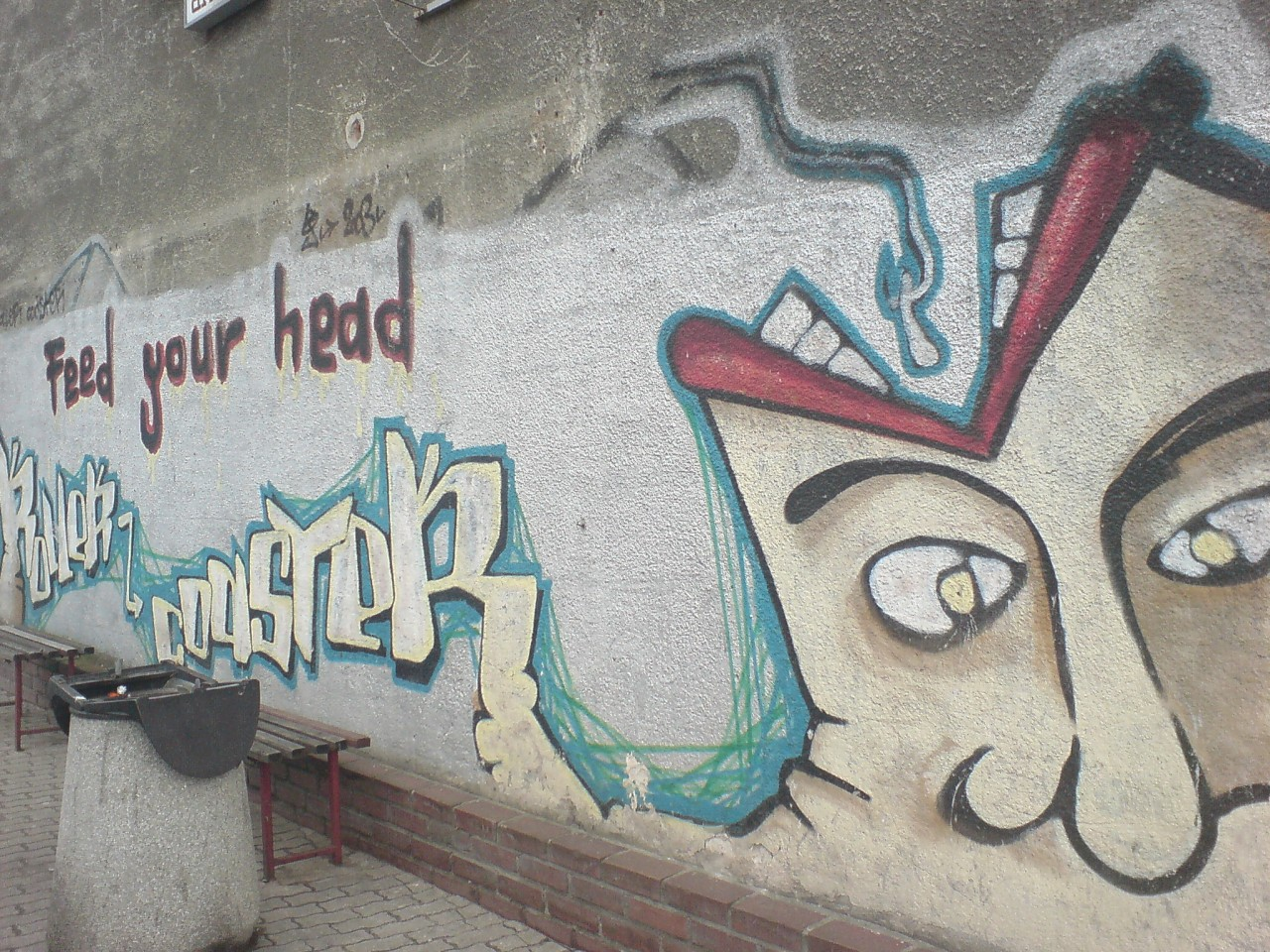
Psychodeliczne graffiti w Warszawie zainspirowane utworem Jefferson Airplane "White Rabbit".

- Grace Slick – śpiew, instrumenty klawiszowe, flet prosty
- Jack Casady – gitara basowa
- Spencer Dryden – perkusja
- Skip Spence – perkusja, gitara
- Joey Covington – perkusja
- Papa John Creach – skrzypce, śpiew
- Signe Anderson – śpiew
- John Barbata – perkusja
- David Freiberg – gitara, śpiew

## Dyskografia
- Jefferson Airplane Takes Off (1966)
- Surrealistic Pillow (1967)
- After Bathing at Baxter's (1967)
- Crown of Creation (1968)
- Bless Its Pointed Little Head (1969)
- Volunteers (1969)
- Bark (1971)
- Long John Silver (1972)
- Thirty Seconds Over Winterland (1973)
- Jefferson Airplane (1989)
- Live at the Fillmore East (1998)
- Live in Monterey (2001)